# Josef Weinhold
Josef Johann Weinhold (* 1. Mai 1906 in Müglitz, Mähren; † 27. Juni 1994 in Hannover) war ein deutscher Ingenieur und Hochschullehrer.

## Leben
Weinhold absolvierte im Jahr 1929 an der Deutschen Technischen Hochschule Brünn sein zweites Staatsexamen. Anschließend war er bis 1938 Assistent am Lehrstuhl für Elastizitäts- und Festigkeitslehre an der DTH Brünn, wo er auch 1934 zum Dr. techn. promoviert wurde.
Im Jahr 1938 habilitierte sich Weinhold in Brünn für Festigkeitslehre und Versuchswesen. Von 1939 bis 1941 war er Referent bei der Festigkeitsprüfstelle des Reichsluftfahrtministeriums.
1941 kehrte Weinhold als Dozent an die DTH Brünn zurück, wo er 1942 außerordentlicher Professor und Institutsdirektor wurde und bis 1945 blieb. Im Jahr 1947 wechselte er als Dozent an die Staatliche Ingenieursschule nach Esslingen am Neckar. Im Jahr 1951 erhielt er einen Lehrauftrag an der Technischen Hochschule Stuttgart. 1955 wurde er Professor an der Technischen Hochschule Hannover und wurde Direktor des Niedersächsischen Materialprüfamtes (für Baustoffe). Seine Forschungsschwerpunkte lagen auf den Gebieten der Betonfestigkeit und des Straßenbaues.
Weinhold war verheiratet mit Eleonore Würfel (* 1904 in Wien; † 2001 in Hannover). Das Ehepaar hatte zwei Töchter und den Sohn Friedrich.